# 66e cérémonie des New York Film Critics Circle Awards
La 66e cérémonie des New York Film Critics Circle Awards, décernés par le New York Film Critics Circle, a eu lieu en décembre 2000, et a récompensé les films réalisés dans l'année.

## Palmarès

### Meilleur film
- Traffic
  - Tigre et Dragon (臥虎藏龍, Wò Hǔ Cáng Lóng)
  - Chez les heureux du monde (The House of Mirth)

### Meilleur réalisateur
- Steven Soderbergh pour Erin Brockovich, seule contre tous (Erin Brockovich) et Traffic
  - Ang Lee pour Tigre et Dragon (臥虎藏龍, Wò Hǔ Cáng Lóng)
  - Terence Davies pour Chez les heureux du monde (The House of Mirth)

### Meilleur acteur
- Tom Hanks pour le rôle de Chuck Noland dans Seuls au monde (Cast Away)
  - Javier Bardem pour le rôle de Reinaldo Arenas dans Avant la nuit (Before Night Falls)
  - Benicio del Toro pour le rôle de Javier Rodriguez dans Traffic

### Meilleure actrice
- Laura Linney pour le rôle de Samantha "Sammy" Prescott dans Tu peux compter sur moi (You Count on Me)
  - Gillian Anderson pour le rôle de Lily Bart dans Chez les heureux du monde (The House of Mirth)
  - Björk pour le rôle de Selma Ježková dans Dancer in the Dark

### Meilleur acteur dans un second rôle
- Benicio del Toro pour le rôle de Javier Rodriguez dans Traffic
  - Willem Dafoe pour le rôle de Max Schreck dans L'Ombre du vampire (Shadow of the Vampire)
  - Fred Willard pour le rôle de Buck Laughlin dans Bêtes de scène (Best in Show)

### Meilleure actrice dans un second rôle
- Marcia Gay Harden pour le rôle de Lee Krasner dans Pollock
  - Frances McDormand pour le rôle de Elaine Miller dans Presque célèbre (Almost Famous)
  - Ellen Burstyn pour le rôle de Sara Goldfarb dans Requiem for a Dream

### Meilleur scénario
- Tu peux compter sur moi (You Can Count on Me) – Kenneth Lonergan

### Meilleure photographie
- Tigre et Dragon (臥虎藏龍, Wò Hǔ Cáng Lóng) – Peter Pau

### Meilleur film en langue étrangère
- Yi Yi (一一, Yi yi) •  Japon /  Taïwan
  - Tigre et Dragon (臥虎藏龍, Wò Hǔ Cáng Lóng) •  Taïwan

### Meilleur film d'animation
- Chicken Run

### Meilleur premier film
- David Gordon Green pour George Washington

### Meilleur documentaire
- The Life and Times of Hank Greenberg